# Museo d'arte Nesterov
Il Museo d'arte statale della Baschiria M.V. Nesterov è un museo d'arte a Ufa, in Baschiria, fondato il 7 novembre 1919 e aperto il 5 gennaio 1920 dal governo del Bashkortostan. Il museo venne intitolato al pittore russo - e nativo di Ufa - Michail Vasil'evič Nesterov nel 1954. 
La collezione del museo è composta da opere degli artisti David Davidovič Burljuk, Aleksej Aleksandrovič Kuznecov, Il'ja Efimovič Repin, Michail Aleksandrovič Vrubel', Ivan Konstantinovič Ajvazovskij, Valentin Aleksandrovič Serov, Isaak Il'ič Levitan, Aleksej Kondrat'evič Savrasov, Boris Michajlovič Kustodiev e altri. 

## Storia

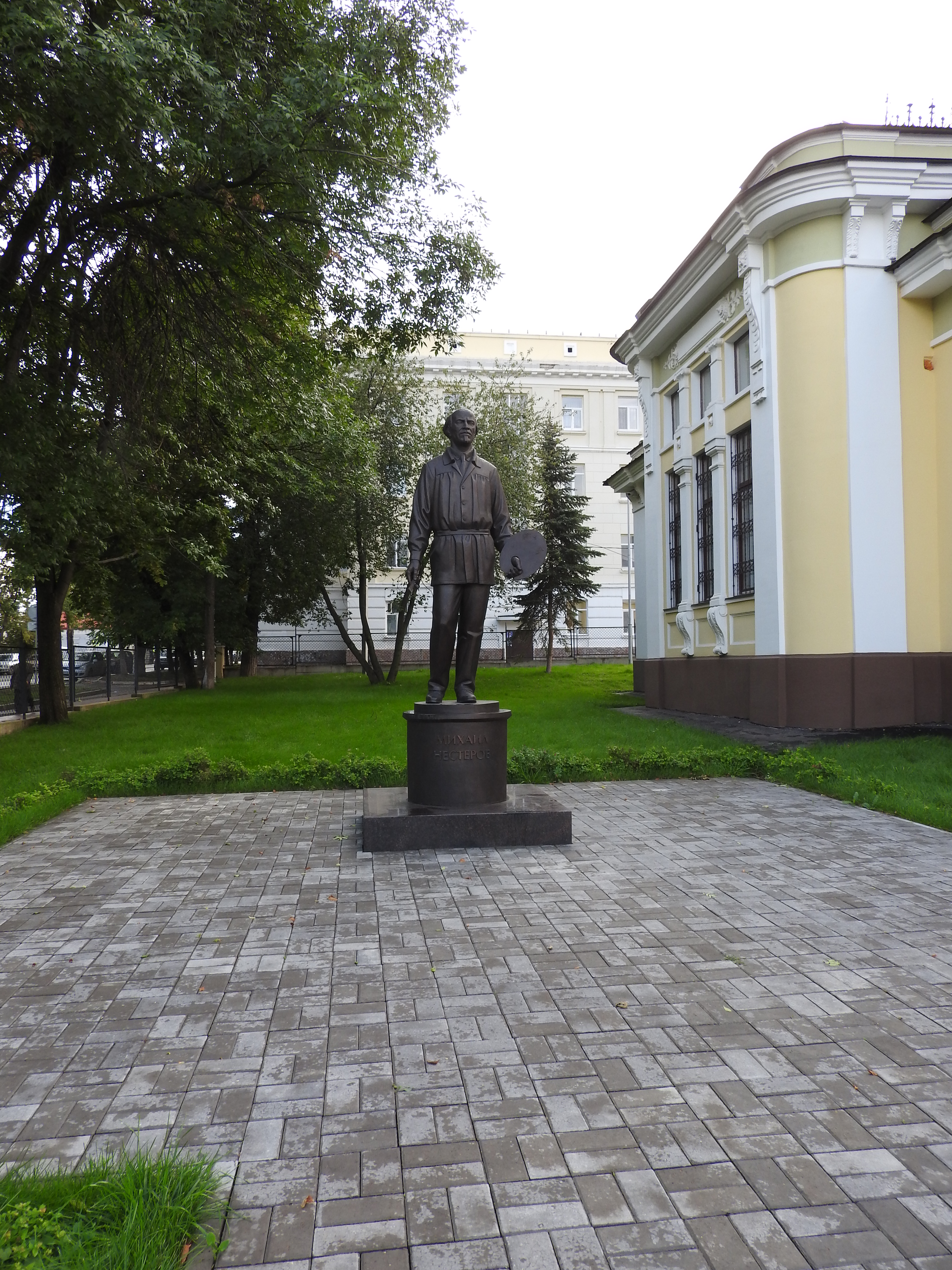
Museo d'arte M.Nesterov (Ufa)

Il museo si trova nella parte storica della città, ospitato nel palazzo progettato dal noto architetto Samara, laureato all'Accademia delle arti di San Pietroburgo (1858–1912) e costruito nel 1913 in stile Art Nouveau. Prima della rivoluzione, la proprietà apparteneva a M.A. Laptev (1845-1919). Nel 1913 Mikhail Nesterov, originario di Ufa, presentò alla sua città natale una collezione unica di opere di pittori russi della seconda metà del XIX - inizi del XX secolo, nonché una trentina dei suoi dipinti, tra ritratti, paesaggi e altre composizioni. La collezione comprendeva opere di maestri conosciuti come Ivan Ivanovič Šiškin, Isaak Il'ič Levitan, Nikolaj Aleksandrovič Jarošenko, Konstantin Alekseevič Korovin, Aleksandr Nikolaevič Benois, Vasilij Dmitrievič Polenov, Abram Efimovič Archipov e molti altri. 
Le autorità di Ufa dovevano collocare l'esposizione nella casa popolare di Aksakov (ora Teatro dell'opera e del balletto), ma la sua costruzione fu notevolmente ritardata a causa degli eventi della prima guerra mondiale e delle rivoluzioni del 1917. Pertanto, fino al 1919, la mostra di Nesterov fu tenuta a Mosca. 
Il 7 novembre 1919 e, dopo la liberazione della città di Ufa dalle truppe di Kolchak, il Comitato rivoluzionario provinciale di Ufa stabilì con una risoluzione speciale la fondazione del Museo proletario artistico della rivoluzione di ottobre nella città. Poiché la casa popolare di Aksakov non era stata completata, al museo fu assegnata la casa del mercante di legname commerciale Laptev. 
Il trasporto della collezione Nesterov da Mosca a Ufa si rivelò difficile, attraverso una Russia distrutta dalla guerra civile. Venne affidato a un amico e connazionale dell'artista, l'architetto Ilya Bondarenko. All'arrivo a Ufa, gli fu affidata anche la gestione del museo, che fu aperto per la visita a gennaio 1920. 
I.E. Bondarenko cercò diligentemente nuove opere per il museo e a maggio 1920 la collezione museale era composta da 1.500 reperti e la biblioteca conteneva già 2.500 volumi. Negli anni '20 e '30, il museo fu integrato con reperti provenienti dai fondi del museo di Mosca e di Pietrogrado (quindi le opere di Konstantin Alekseevič Korovin, Pavel Varfolomeevič Kuznecov, Leonard Turzhansky, Ivan Nikolaevič Kramskoj, Vasilij Grigor'evič Perov, Michail Aleksandrovič Vrubel', Valentin Aleksandrovič Serov, Michail Fëdorovič Larionov, Natal'ja Sergeevna Gončarova e molti altri). Di particolare valore per la collezione di antichi dipinti russi furono le icone ricevute nel 1921 attraverso il Museo di Mosca dal collezionista e restauratore Grigory Chirikov. 

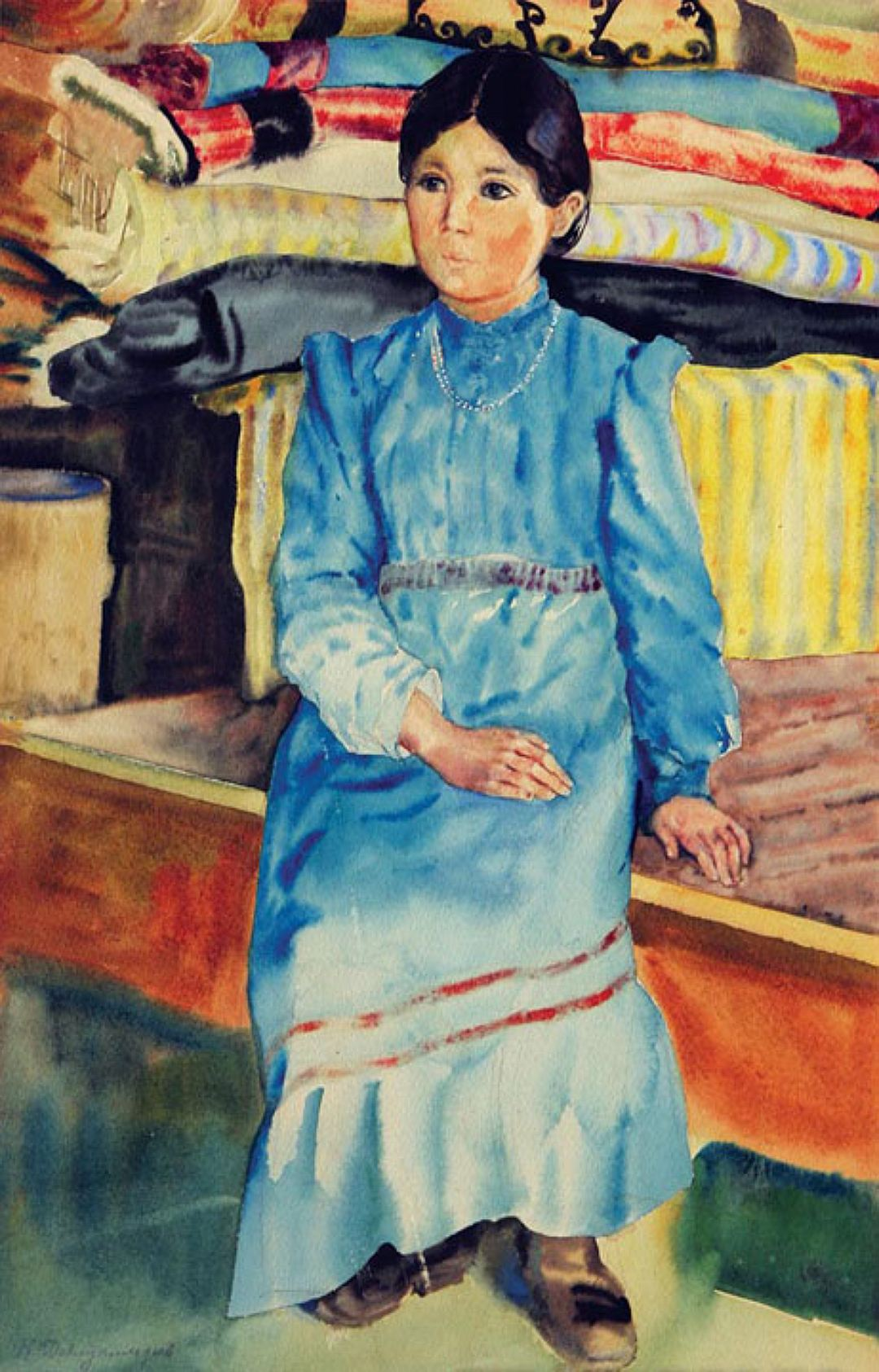
Ragazza baschira in blu di Kasim Devletkildeev

Il museo ebbe vari numi: dal 1919 Museo dell'arte proletaria di Ufa intitolato alla Rivoluzione d'ottobre, dal 1921 il Museo d'arte proletaria di arte Ufa, dal 1922 al Museo d'arte di Ufa, dal 1929 al Museo d'arte statale di Bashkir (nel 1954 prende il nome da MV Nesterov), dal 1994 il Museo d'arte statale intitolato a MV Nesterov della Repubblica di Bashkortostan, dal 1998 il Museo d'arte statale baschiro intitolato a MV Nesterov. 
L'area espositiva del museo è di 391 m², il numero totale di unità di archiviazione è superiore a 10.000 - dipinti di opere antiche Michail Vasil'evič Nesterov, una collezione di arte russa antica e pittura russa XIX - inizi XX secolo, arte contemporanea e decorativa e arte applicata della, poi una collezione di arte occidentale e orientale.
Il museo è presente nel registro dei beni culturali della Russia con il numero 0310057000. Indirizzo del museo è 450077 Ufa, Gogol street, 27, Republica dei Baschiri.

## Filiali
- Meleuz (via Karl Marx, 68)
- Galleria d'arte di Neftekamsk "Miras" (Neftekamsk, 89 Stroiteley St.)
- Galleria d'arte Sterlitamak (Sterlitamak, Kommunisticheskaya St., 84)
- Sala espositiva "Izhad" (Kosmonavtov St., 22)
- Galleria di immagini nel quartiere Voskresenskoye Meleuzovsky

Attualmente, il museo ospita dipinti degli artisti baschiri Kassim Davletlkildeev, Alexander Tyulkin, David Davidovič Burljuk, Rashit Nurmukhametov, Alexey Kuznetsov‚ Akhmat Lutfullin, Fedor Kashcheev, Adia Sitdikova, R. Halitova, Boris Domashnikov, Alexander Burzyants Povele, Alexander Burzyantsev, Alexander Burzyantsev, Alexander Burzyants. Seguono poi opere grafiche di R. Gumerov, B. Palekhi, E. Saitov, Maria Yelgashtina; sculture di Vera Morozova, Tamara Nechaeva, Boris Fuzeev, Alexander Shutova; opere di maestri dell'arte teatrale e decorativa Amir Arslanov e Galia Imasheva. 
Da artisti locali, ci sono i dipinti di M. Nesterov, Il'ja Efimovič Repin, Michail Aleksandrovič Vrubel', Ivan Konstantinovič Ajvazovskij, Valentin Aleksandrovič Serov, Isaak Il'ič Levitan, Aleksej Kondrat'evič Savrasov, Konstantin Alekseevič Korovin, disegni Boris Michajlovič Kustodiev, Eugene Lansere, F. Malyavin, sculture di Pavel Grigor'evič Antokolskij. Il valore principale del museo è rappresentato dalle 60 opere di Nesterov donate al museo. 
Icone antiche, primi libri stampati e manoscritti, oggetti d'arte decorativa. L'antica pittura russa esposta nel museo appartiene a varie scuole di pittura di icone. L'esposizione del museo ha due icone del rango di Deesis (file nell'iconostasi): Nostra Signora e Giovanni Battista di un artista sconosciuto della fine del XVI secolo. La collezione del museo comprende oltre 4.000 reperti di tutti i tipi di belle arti. La biblioteca scientifica ha più di 10.000 libri.

## Galleria d'immagini

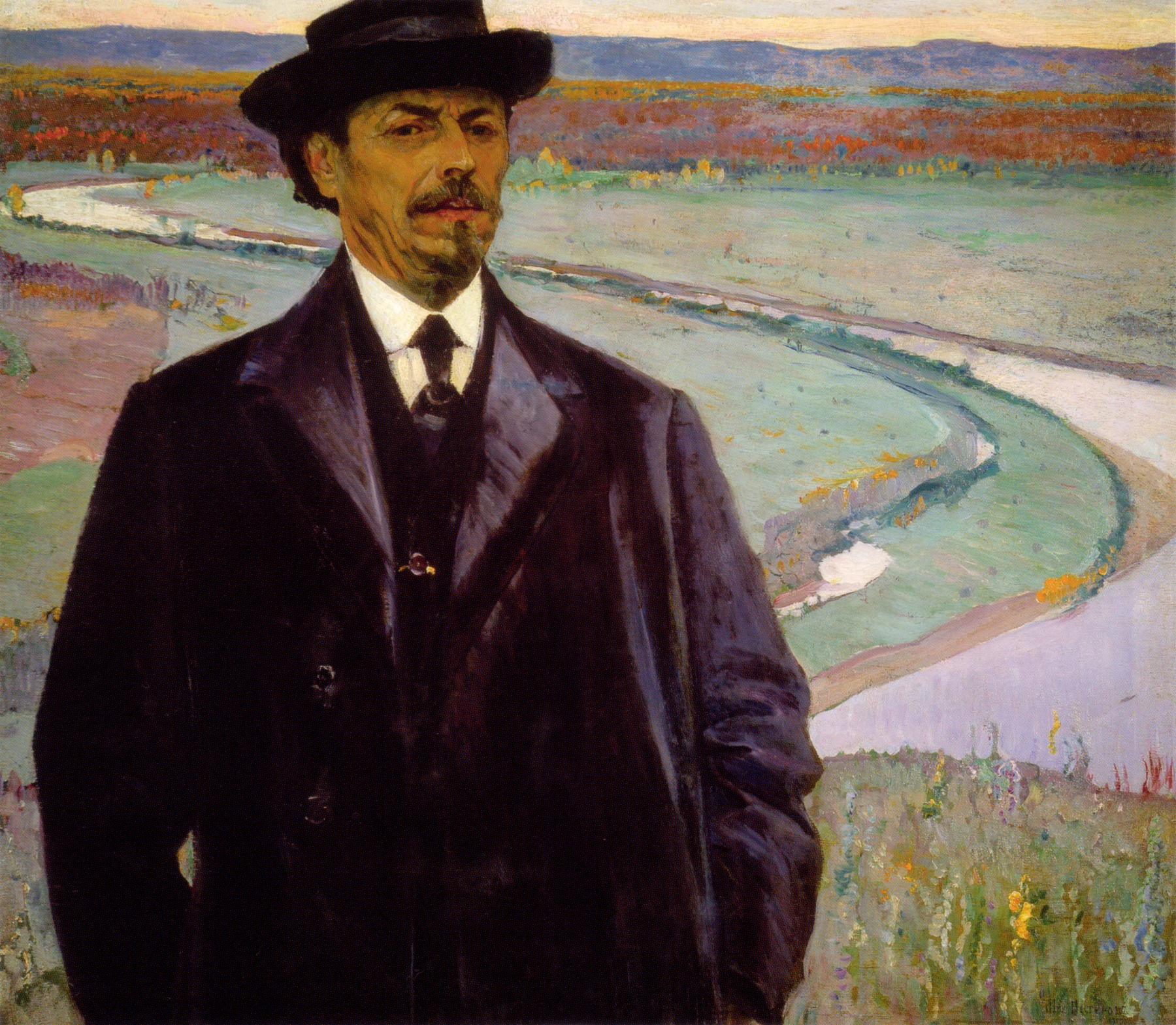
Mikhail Nesterov
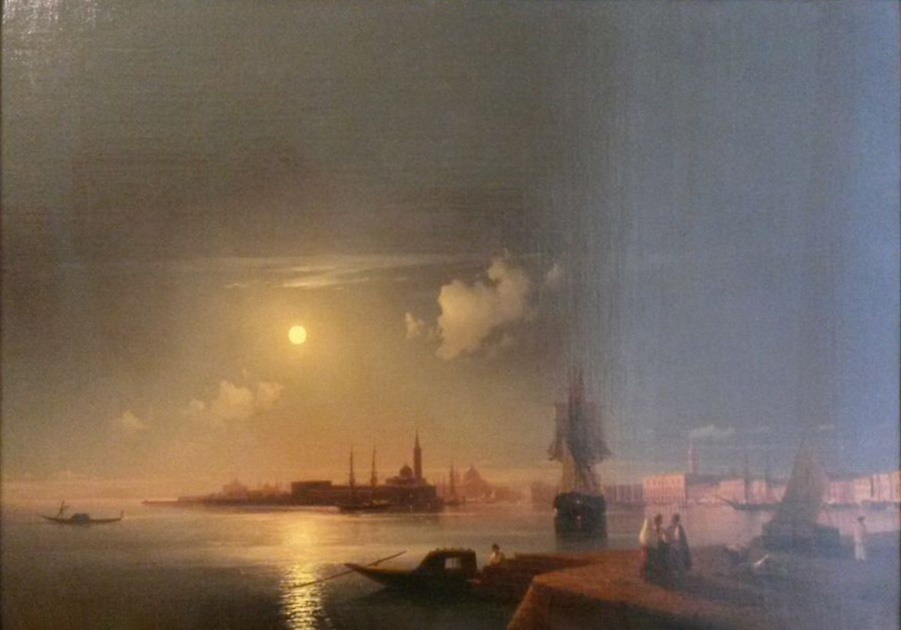
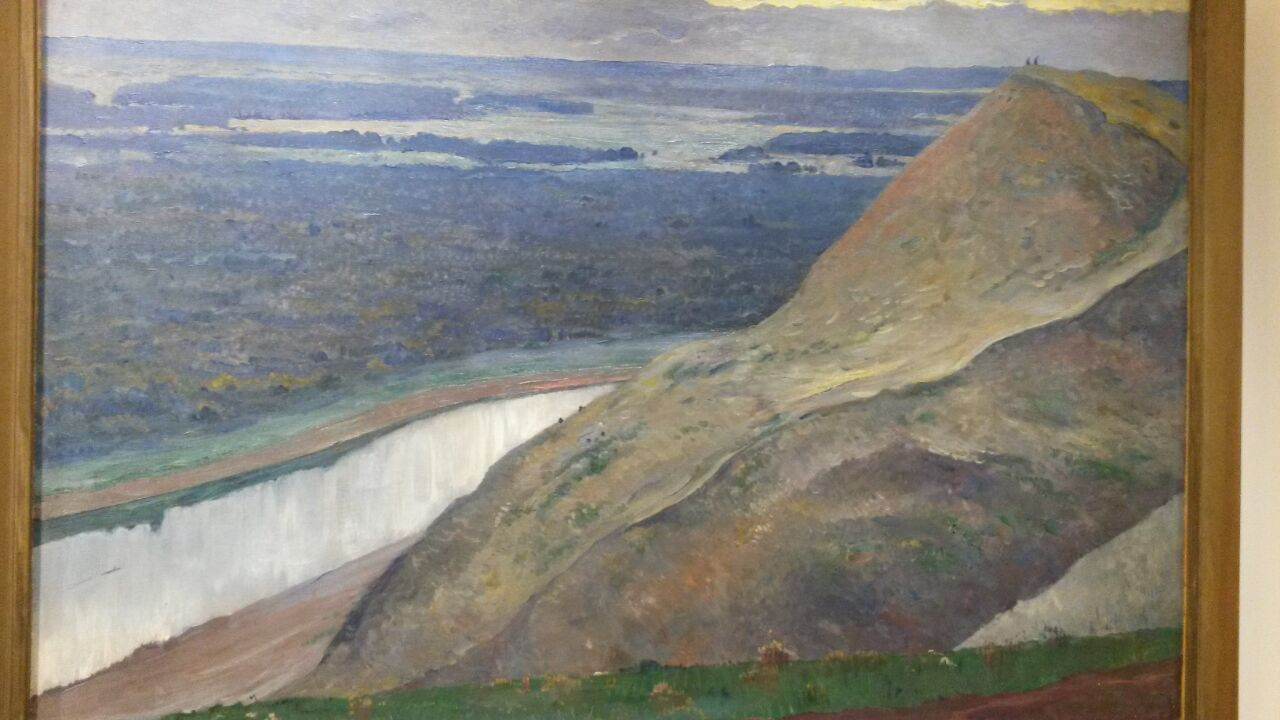
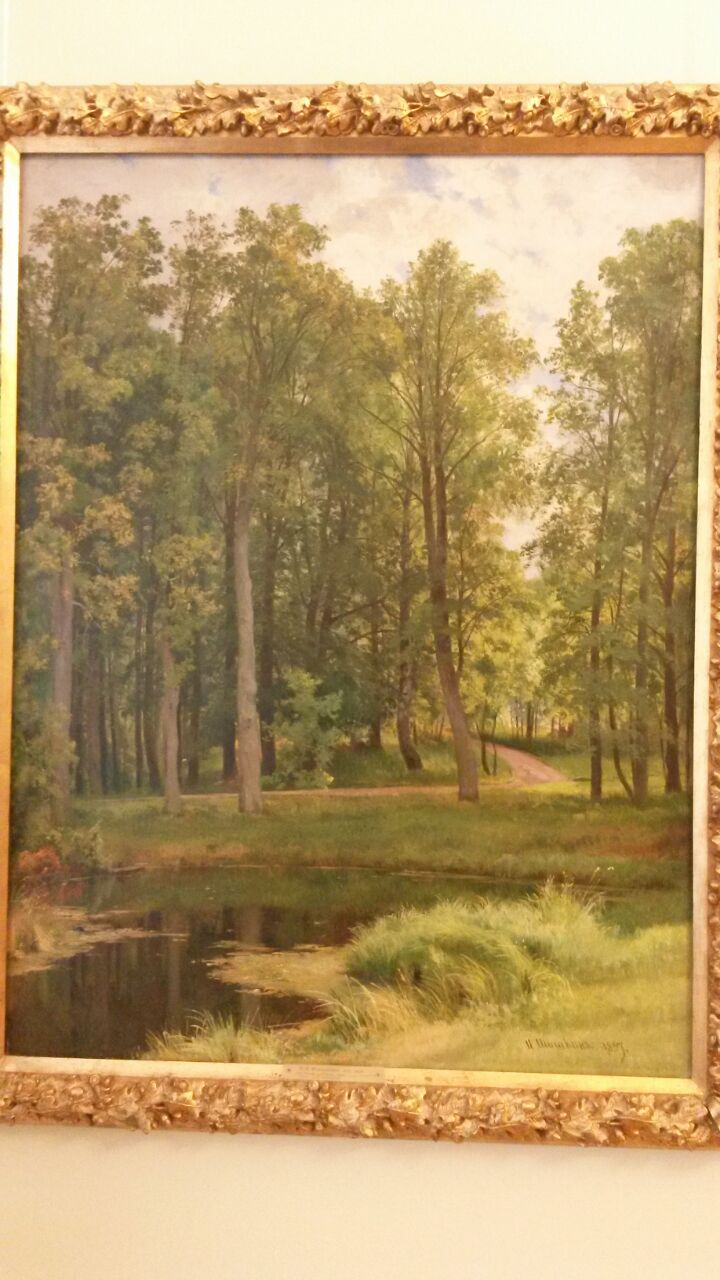
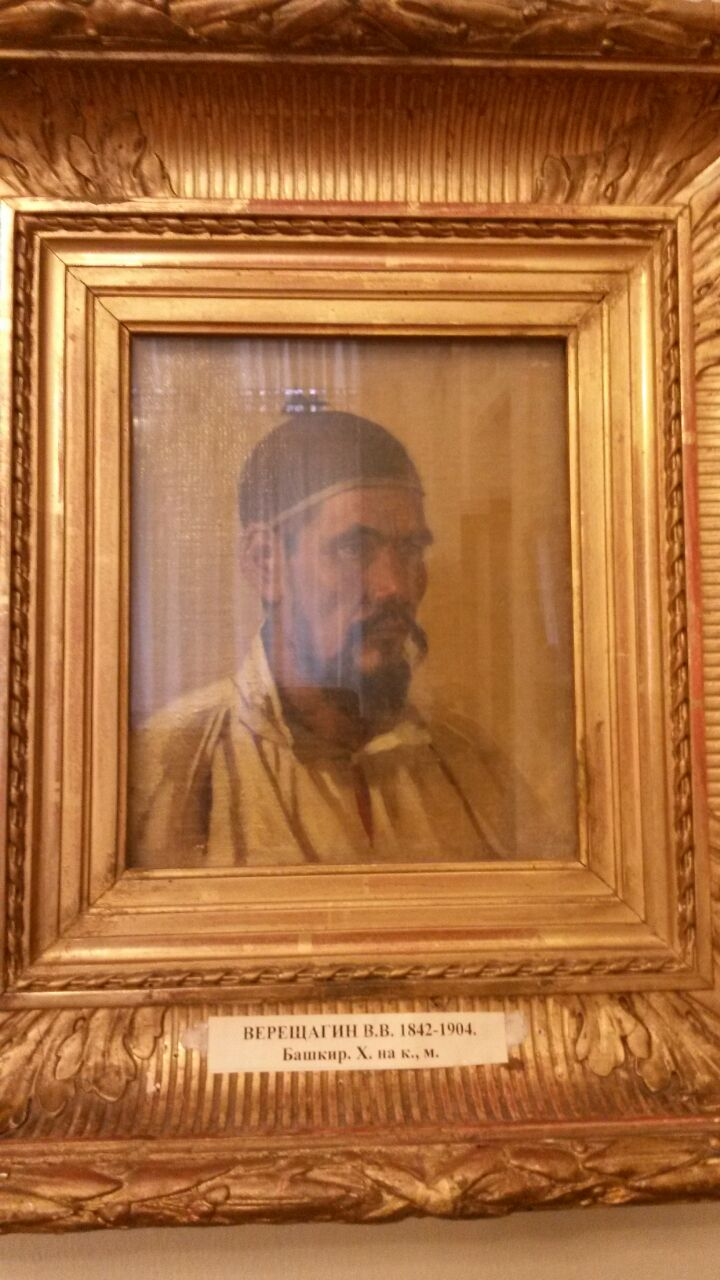
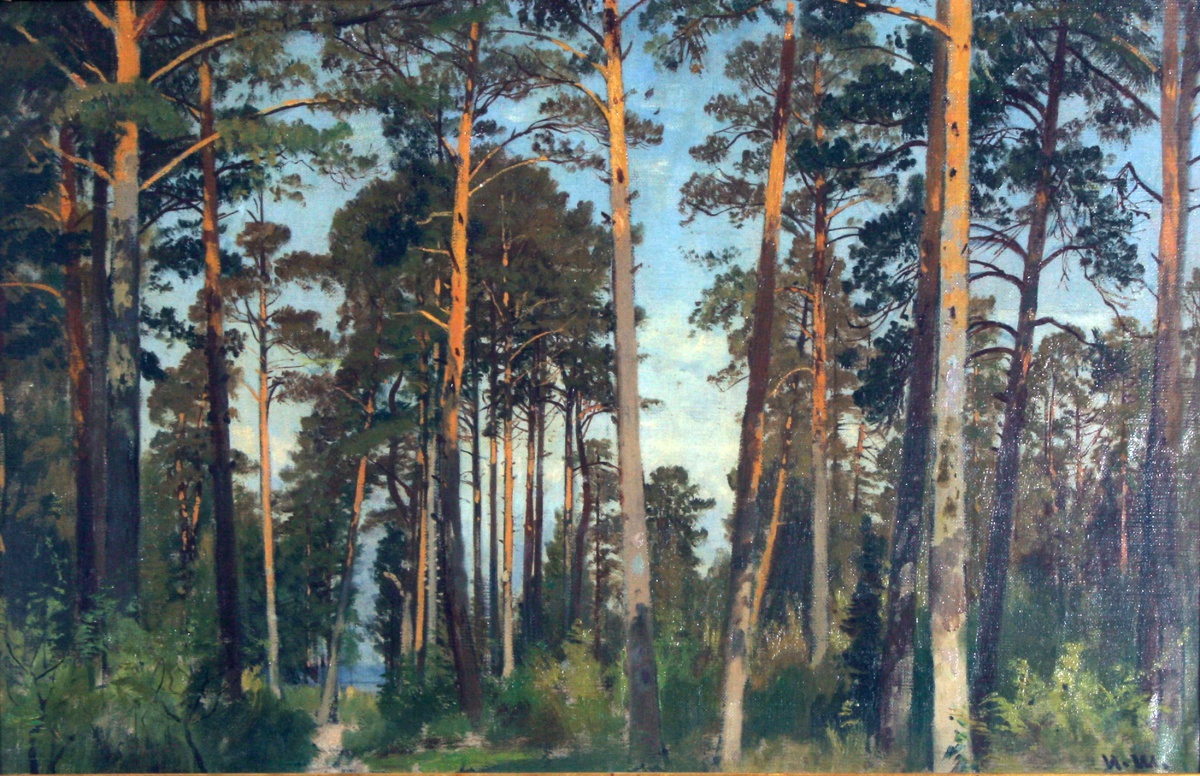